# ابنة حفار القبور (رواية)
ابنة حفار القبور (بالإنجليزية: The Gravedigger's Daughter)‏ هي رواية للكاتبة الأمريكية جويس كارول أوتس، نشرت عام 2007، عن دار نشر إيكو بريس.